# Tweede Kamerverkiezingen 1998/Kandidatenlijst/Natuurwetpartij
De kandidatenlijst voor de Tweede Kamerverkiezingen 1998 van de Natuurwetpartij was als volgt:

## De lijst
1. Jacques Uijen - 8.841 stemmen
2. Roelie van Opijnen - 1.485
3. Jan Storms - 358
4. Peronne Boddaert - 400
5. Sonja Visser-Fonteyne - 337
6. Joop Dijkstra - 169
7. Wieteke Moody-van Dort - 1.939
8. Harry Geuting - 132
9. Lindeke Mast - 137
10. Wytze de Lange - 79
11. Jeanne Hupperetz-Barrois - 189
12. Theo Tromp - 128
13. Jan te Voortwis - 127
14. Jacob van Vliet - 190
15. Jeanine van Nieukerken-de Wilde - 71
16. Gerard van Hall - 57
17. Edith Stegeman - 99
18. Anna van Kakerken-van Tilborg - 112
19. Robbert Oosterom - 97
20. Anton Blok - 58
21. Jeanine Dudart - 169
22. Harrie Hutschemakers - 117
23. Hans Commandeur - 55
24. Caroline Bongers - 144
25. Micha Claessen - 88
26. Gerard Rieter - 168

PvdA · CDA · VVD · D66 · AOV/U55+ · GroenLinks · Centrumdemocraten · RPF · SGP · GPV · SP · Senioren 2000 · Natuurwetpartij · NCPN · De Groenen · Vrije Indische Partij · Idealisten/Jij · NMP · Nederland Mobiel · Katholiek Politieke Partij · Het Kiezers Collectief · NSOV
1994 · 1998